# Казачковский, Олег Дмитриевич
Оле́г Дми́триевич Казачко́вский (3 ноября 1915, Екатеринослав — 10 января 2014, Обнинск, Калужская область) — советский и российский физик, организатор науки, мемуарист. Участник Великой Отечественной войны, офицер разведки артиллерийского полка. Заслуженный деятель науки и техники РСФСР. Лауреат Ленинской премии (1960, за научные исследования по физике ядерных реакторов на быстрых нейтронах). Директор Научно-исследовательского института атомных реакторов (Димитровград) в 1964—1973 годах, директор Физико-энергетического института (Обнинск) в 1973—1987 годах. Почётный гражданин города Обнинска (2005).

## Образование
- Семилетняя школа[1]
- Школа фабрично-заводского образования (ФЗО)[1]
- Физический факультет Днепропетровского государственного университета (окончил в 1938)[2][3]
- Аспирантура Днепропетровского государственного университета[4]
- Кандидат физико-математических наук (1947)[5]
- Доктор физико-математических наук

## Биография
Родился в образованной семье; отец был бухгалтером. Был средним из трёх детей. Мать, хорошо игравшая на фортепиано, привила детям любовь к классической музыке. Был «ворошиловским стрелком».
После окончания школы ФЗО, где был старостой курса, работал на военном заводе, затем поступил в Днепропетровский государственный университет. Все оценки в университете были «отлично». Во дворе имел прозвище «профессор» (позже в армии имел прозвище «академик»). Занимался спортом, танцами, игрой на фортепиано.
Основным научным руководителем Казачковского в университете был Виталий Иванович Данилов, специалист в области кристаллизации переохлаждённой жидкости, вторым научным руководителем — Александр Соломонович Компанеец, один из учеников Л. Д. Ландау.

Те, кто не был на войне, думают, что там сплошной огонь, дым… Ничего подобного! Активные действия там бывают редко. А так, то ли в окопах сидишь, то ли драпаешь, то ли, наоборот, гонишься за немцем. Но наукой там я почти не занимался, хотя иногда интересные мысли в голову приходили.— 
Весной-летом 1941 года Казачковский проходил военные сборы в 266-м корпусном артиллерийском полку 35-го стрелкового корпуса, который был расквартирован в городе Оргеев Молдавской ССР, где 22 июня его застала Великая Отечественная война.

Первые дни войны. Воскресенье 22 июня 1941 года, раннее утро. Только-только наступил рассвет. Будит громкий стук в дверь. Это вестовой из штаба полка — объявлена тревога. Вероятно, опять, в который раз за те полтора месяца, что мы здесь, будут проводиться эти надоевшие учения. Как не ко времени! Сегодня нам предстоит ехать в Кишинёв, играть в финале первенства Молдавии по волейболу. Мы — это команда нашего артполка, расквартированного в Оргееве, небольшом бессарабском городке в 80 километрах от границы с Румынией.— 
В дальнейшем продолжал службу начальником разведки дивизиона 648-го корпусного артиллерийского полка 2-го типа 35-го стрелкового корпуса (2-я очередь формирования 266-го кап).

Уже почти три недели идет война. Наш артиллерийский полк (648 ап РГК) наконец-то получает приказ развернуть боевые позиции. Это было на левом берегу Днестра. Правый берег уже в руках противника. До этого мы не сделали ни единого выстрела. У нас — тяжёлые 152-миллиметровые орудия на мехтяге. Весь личный состав передвигается на машинах. В основном это полуторки ГАЗ АА. Полк сосредоточен на станции Раздельная, неподалёку от Днестра. Там были выгружены наши орудия с тракторами, прибывшие из Кишинева по железной дороге.— 
В этом полку Казачковский прошел путь от Кишинева до Сталинграда. 29 июля 1942 года в г.Сталинград 3 дивизион 648-й аап РГК вливается в 594-й артиллерийский полк. 16 августа 1942 года, за героизм при битве у Абганерово полк переименовывают в 85-й гвардейский артиллерийский полк.

В Сталинграде наш дивизион получил более лёгкую дивизионную артиллерию — 122-мм гаубицы — и влился в новый полк. Не успели как следует сформироваться, как поступил приказ немедленно выступить навстречу быстро надвигающемуся с юго-запада противнику. Все пушечные (76-миллиметровые) батареи полка, собранные в два дивизиона, спешно были переброшены в район боев и выведены на прямую наводку. И почти все буквально на следующий день были уничтожены прорвавшимися танками.— 
В дальнейшем Казачковский проходит службу офицером разведки, вторым помощником начальника штаба 85-го гвардейского гаубичного артиллерийского полка РГК, а с декабря 1944 года помощником начальника штаба 85-го гвардейского гаубичного артиллерийского Симферопольского Краснознаменного полка РГК. С этим полком гвардии капитан Казачковский, на Эльбе недалеко от Гамбурга, встретил день Победы.
Во время Сталинградской битвы стал кандидатом в ВКП(б).
В 1944 году после освобождения советскими войсками Крыма принял решение в дальнейшем заниматься атомной энергетикой. Будущей жене написал с фронта: «Я остановил свой выбор на физике. Меня прельстили атомное ядро и возможность получения практически неограниченных количеств энергии». После атомных бомбардировок Хиросимы и Нагасаки в августе 1945 года, находясь в составе своего полка в Польше, обратился к члену военного совета северной группы войск генералу Субботину с рапортом, в котором написал, что честно провоевал всю войну, но сейчас хотел бы приложить свои способности к ядерной физике. Субботин немедленно отдал указание о демобилизации Казачковского, однако демобилизован Казачковский был только после возвращения полка в СССР в феврале 1946 года.
Довоенный научный руководитель Казачковского В. И. Данилов свёл его со своим другом А. И. Лейпунским. Встреча Лейпунского с Казачковским произошла в 1945 году в гостинице «Москва», где обычно останавливался Лейпунский.

Он меня спросил: «А что вы знаете по ядерной физике?». Я честно ответил: «Ничего не знаю», на что Александр Ильич сказал: «Ну, тогда я вас беру». То есть, он понял, что я не из тех, кто старается «задаваться». И я два года поработал в Москве в институте академика Алиханова, где Лейпунский был руководителем группы. Я занимался ядерной физикой и, самое главное, пытался для себя понять — что это такое?— 
В конце 1947 года Лейпунский предложил Казачковскому переехать в будущий Обнинск, называвшийся в то время Малоярославец-1, на работу в Лабораторию «В» (будущий Физико-энергетический институт). Ввиду особой секретности Казачковский был принят на должность «инженера мехзавода». 21 января 1948 года Казачковский перевёз в Обнинск семью.
В 1964—1973 годах был директором Научно-исследовательского института атомных реакторов (НИИАР) в Мелекессе (с 1972 года — Димитровград), где под его научным руководством проводились исследования по реакторной физике, материаловедению, технологии реакторов, был введён в эксплуатацию новый реактор БОР–60.
В 1973 году вернулся в Физико-энергетический институт на должность директора, которую занимал до 1987 года. В ФЭИ при непосредственном участии и руководстве Казачковского были пущены первые экспериментальные реакторы на быстрых нейтронах БР-1, БР-2, БР-5, большой физический стенд БФС. Казачковский — научный руководитель пусков первого в мире импульсного реактора периодического действия ИБР-1, реактора БОР-60, участник создания энергетических реакторов БН-350, БН-600. В годы руководства Казачковского ФЭИ завершился пуск всех четырёх блоков Билибинской АТЭЦ, введены в эксплуатацию атомные подводные лодки с теплоносителем свинец-висмут, регулярно запускались спутники с космическими ядерными энергоустановками БУК, а в 1987 году — ТОПАЗ.
В должности директора Физико-энергетического института Казачковский был фактическим хозяином всего Обнинска (ФЭИ был генеральным заказчиком Обнинска).
Возглавлял научно-технический совет по АЭС с быстрыми реакторами в рамках СЭВ, член учёных и научно-технических советов ряда организаций. Был главным редактором, затем членом редколлегии журнала «Атомная энергетика».
В течение всей жизни был вынужден заниматься управлением и общественной деятельностью. Научной деятельностью в полной мере занялся только после 1987 года в возрасте 72 лет.

Тогда было принято так — ты начальник, значит, ты и отвечаешь за всё. За жильё, за зарплату… Всем этим нужно было заниматься, и на науку мне оставались только выходные дни и отпуск. На курорте думалось особенно хорошо. Я брал с собой материалы, сидел и писал научные работы.

Задел у меня всегда был. Не хватало времени, чтобы его реализовать и докончить. Когда я ушёл с поста директора ФЭИ в 1987 году, я стал активно работать над своим научным заделом.— 
С 1987-го по 2014 год — советник генерального директора ГНЦ РФ-ФЭИ.
Автор более ста научных публикаций, в том числе трёх монографий. Получил десять авторских свидетельств и патентов на изобретения.
Умер 10 января 2014 года в Обнинске в возрасте 98 лет. Похоронен в Обнинске на Кончаловском кладбище.

### Семья
- Отец — Дмитрий Максимович Козачковский служил бухгалтером на днепропетровских металлургических и машиностроительных заводах[6].
- Мать — Аполлинария Николаевна по происхождению из донского казачества, родом из станицы Белая Калитва[6].
- Старший брат — Игорь Дмитриевич Казачковский, актёр драматического театра. В восемнадцатилетнем возрасте был чемпионом Днепропетровской области по шахматам.[4]
- Младшая сестра — Лина, инженер-конструктор[4].
- Жена — Тамара Семёновна Беланова.
- Двое детей[5].

## Критика Казачковского
Одним из самых последовательных критиков взглядов Казачковского на развитие атомной энергетики был бывший заместитель А. И. Лейпунского в Физико-энергетическом институте Виктор Владимирович Орлов:
В 1972 г. Александр Ильич [Лейпунский] умер, трёх месяцев не дожив до физпуска БН-350, а с вернувшимся из НИИАР новым директором ФЭИ Олегом Дмитриевичем Казачковским у нас были расхождения довольно принципиального характера. Их можно сформулировать так: к этому времени, поработав над всеми проектами первых быстрых реакторов, я понял, что они, безусловно, сыграли очень большую роль (кстати, в 60-х годах мы в них вышли вперёд, в чём, конечно, была заслуга Лейпунского), но на этом опыте нужно создавать новую технику. Олег Дмитриевич же считал, что достаточно усовершенствовать, улучшать уже имеющиеся реакторы, и таким образом в конце концов решить все задачи большой энергетики. С самого начала работ по мирной ядерной энергетике было ясно, что тепловые реакторы (легководные, графитовые, тяжеловодные), которые были взяты из военной техники и приспособлены для производства энергии, обеспечивают лишь некий первый этап, после которого надо строить быстрые реакторы. Осваивать совершенно новую (причем потенциально опасную) технику для решения частных энергетических задач вроде бы неразумно. Цель всегда была — крупная энергетика. Из опыта первых быстрых реакторов стало ясно, что, решая проблему ядерного топлива, они всю эту задачу не решают. Во-первых, они оказались много дороже, чем АЭС с тепловыми реакторами (это было видно уже по проекту БН-600, 1967 г.); во-вторых, не были решены для большой энергетики проблемы безопасности, ядерных отходов, и наконец, устойчивости всей этой техники к распространению ядерного оружия, что принципиально. Если не будет решена последняя проблема, то большая энергетика станет главным источником получения злоумышленниками оружейных Pu и U и тогда не имеет права на существование. Энергетика, производство энергии — это из всех ширпотребов, как когда-то говорили, самый крупный ширпотреб. И производить основную часть энергии на дорогих установках просто бессмысленно. Но я понимал, что быстрые реакторы имеют потенциал для решения всей суммы этих задач и нужны новые усилия для реализации этого потенциала.
Из-за несогласия с политикой, проводимой в Физико-энергетическом институте Казачковским, в 1976 году Орлов перешёл на работу в Курчатовский институт.

## Награды и премии
- Орден «За заслуги перед Отечеством» IV степени (06.07.2000) — за заслуги перед государством, высокие достижения в производственной деятельности и большой вклад в укрепление дружбы и сотрудничества между народами[10]
- Орден Ленина (1964)[2]
- Орден Октябрьской Революции (1971)[2]
- Орден Отечественной войны I степени (04.09.1944)[11][12]
- Орден Отечественной войны I степени (06.04.1985)[2][13]
- Орден Отечественной войны II степени (16.05.1944)[2][14]
- Орден Дружбы народов (1981)[11]
- Орден Красной Звезды (01.11.1943)[2][15]
- Орден «Знак Почёта» (1962)[11]
- Медаль «За оборону Сталинграда» (06.08.1943)[11][16]
- Медаль «За победу над Германией в Великой Отечественной войне 1941—1945 гг.»[11]
- Медаль «За освобождение Варшавы»[11]
- Ленинская премия (1960, за научные исследования по физике ядерных реакторов на быстрых нейтронах)[2]
- Золотая медаль ВДНХ (1963)[17]
- Золотая медаль ВДНХ (1972)[17]
- Медаль «За особые заслуги перед Калужской областью II степени» (2010)[4]
- Медаль «За особые заслуги перед Калужской областью III степени» (2005)[5]
- Памятная медаль «Биосфера и человечество» им. Н. В. Тимофеева-Ресовского (24.10.2005)[5][18]
- Нагрудный знак «Е. П. Славский»[11]

## Почётные звания
- Заслуженный деятель науки и техники РСФСР[2]
- Почётный гражданин города Обнинска (30.06.1997)6[19]

### Публикации Олега Казачковского

#### Учебные пособия
- Казачковский О. Д. Пути итерационного решения сложных систем уравнений: Учебное пособие. — Обнинск: ИАТЭ, 2009. — 32 с.

#### Мемуары
- Казачковский О. Д. Физик на войне. — М.: Энергоатомиздат, 1999. — 112 с. — 1000 экз. — ISBN 5-283-05014-9.
- Казачковский О. Д. Физик на службе атома.
- Казачковский О. Д. Физик за границей. — Обнинск, 2005. — 124 с.
- Казачковский О. Д. Физик в жизни нашей. — Обнинск, 2005. — 115 с.
- Казачковский О. Д. Записки физика о войне и мире. — Обнинск: ГНЦ РФ-ФЭИ, 2010. — 496 с. — 1000 экз. — ISBN 97859901168-3-2.

#### Статьи

##### Научные статьи
- Казачковский О. Д., Сорокин А. П., Жуков А. В. и др. Метод сосредоточенных параметров в задаче о температурном поле в формоизмененных ТВС быстрых реакторов с неадиабатическими граничными условиями. — Обнинск: Препринт. ФЭИ-1972, 1985.
- Казачковский О. Д., Жуков А. В., Сорокин А. П. и др. Температурные поля в формоизмененных ТВС быстрых реакторов // Атомная энергия : журнал. — 1988. — Август (т. 65, вып. 2). — С. 89—97. — ISSN 00047163.
- Казачковский О. Д. Об одной упущенной возможности теории возмущений в атоме. — Обнинск: Препринт, 1991. — 8 с.
- Казачковский О. Д. Проблемы совершенствования реакторов на быстрых нейтронах // Известия высших учебных заведений. Ядерная энергетика : журнал. — 2008. — Август (вып. 2, № 2). — С. 3—9.
- Казачковский О. Д. ТВЭЛ // Физическая энциклопедия : [в 5 т.] / Гл. ред. А. М. Прохоров. — М.: Большая российская энциклопедия, 1999. — Т. 5: Стробоскопические приборы — Яркость. — С. 53. — 692 с. — 20 000 экз. — ISBN 5-85270-101-7.

##### Публицистика
- Казачковский О. Д. Урок не впрок // Час пик. — 2010. — 1 октября.
- Казачковский О. Д. Выбор полностью оправдался // Час пик. — 2010. — 1 ноября.